# Edgewater, Florida
Edgewater är en stad (city) i Volusia County, i delstaten Florida, USA. Enligt United States Census Bureau har staden en folkmängd på 20 761 invånare (2011) och en landarea på 57,5 km².